# NGC 6126
NGC 6126 is een lensvormig sterrenstelsel in het sterrenbeeld Noorderkroon. Het hemelobject werd op 19 juni 1880 ontdekt door de Franse astronoom Édouard Jean-Marie Stephan.

## Synoniemen
- UGC 10353
- KUG 1619+364B
- MCG 6-36-35
- 1ZW 144
- ZWG 196.46
- NPM1G +36.0396
- PGC 57908